# Cevdet Bey
Cevdet Bey, seit dem Familiennamensgesetz Cevdet Belbez (* 1878 in Shkodra; gest. 15. Januar 1955 in Istanbul), war ein albanisch-osmanischer Politiker und während des Ersten Weltkrieges Gouverneur (vali) des Vilâyets Van. Er war einer der Hauptverantwortlichen für den Völkermord an den Armeniern in der Provinz.
Cevdet Bey stammte aus İşkodra, dem heutigen albanischen Shkodra. Sein Vater war Tahir Pascha. Cevdet war mit einer Schwester von Enver Pascha verheiratet. In den Jahren 1911 bis 1912 war er Mutasarrıf von Jerusalem. Er war Gouverneur des Vilâyets Van von 1914 bis zur Evakuierung der Muslime aus der Provinz im Mai 1915. In der Provinz lebte eine große armenische Minderheit. Sein unmittelbarer Vorgänger Hasan Tahsin Bey wurde von der osmanischen Zentralregierung in Istanbul, Hohe Pforte, nach Erzurum versetzt.
Beim Widerstand in Van von Aram Manukjan kommandierte Cevdet Bey die osmanische 3. Armee – zusammen mit Halil Bey, dem Kommandeur der Gendarmerie, Oberstleutnant Köprülü Kâzım Bey und dem venezolanischen Abenteurer Rafael de Nogales.
Im Film Ararat aus dem Jahr 2002, der den Preis im Filmfestival „Goldene Aprikose“ gewann, wird Cevdet Bey in einem Film im Film von Elias Koteas dargestellt.